# Filmová pohádka

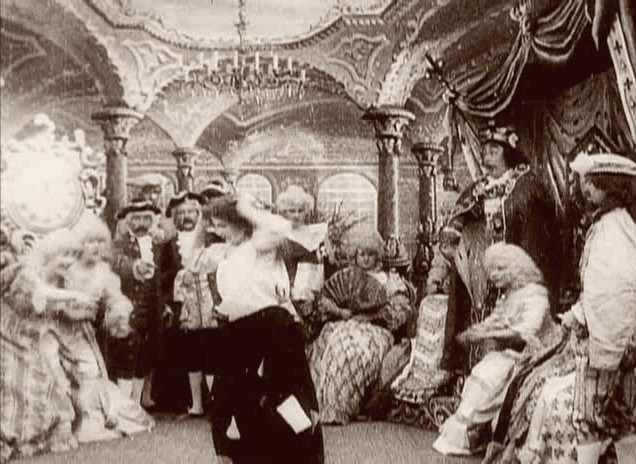
Pohádkové postavy tančí na plese

Filmová pohádka je specifický filmový žánr, který je určen pro velkou skupinu diváků všeho věku, zejména pak bývá zaměřen na mladší osoby, děti a mládež. Filmová pohádka je audiovizuální dílo, které může vycházet z klasické literární předlohy pocházející ať už ze zdrojů lidové slovesnosti (klasické pohádkové náměty), nebo se může jednat i o pohádky umělé-autorské (vymyšlené autorem literárního/dramatického námětu, nebo i autorem námětu pouze pro daný snímek). Základním rysem každé pohádky je fikce, tedy smyšlený prostor, čas i děj, který velmi často bývá ztvárněn jakožto nějaká forma nadpřirozena (existují ale výjimky). Tak jako je tomu u běžných literárních pohádek, většina filmových pohádek představuje nějaký souboj dobra se zlem obvykle i s určitým morálním apelem (podtextem), nicméně tento princip zde může být ve větší míře oslaben kvůli větší podbízivosti, líbivosti, zábavnosti a komerčnějšímu zaměření filmového díla. Nemusí být na něj kladen takový důraz jako je tomu obvyklé v klasické literární předloze.
V pohádkách také často vystupují různé fiktivní pohádkové bytosti (čerti, duchové, andělé, draci, čarodějové, černokněžníci, víly, obři, vodníci, bludičky, elfové, trpaslíci, divoženky, různá fiktivní pohádková božstva atd. apod.), případně inteligencí a rozumem obdařená zvířata nebo rostliny (zde může jít o začarované lidské bytosti), někdy se vyskytují různé kouzelné či magické předměty, objevují se nadpřirozená prostředí (například nebe, peklo, svět pod vodní hladinou, neznámý podzemní svět, začarovaný či kouzelný zámek (či jinou stavbu), nějakou pomyslnou pohádkovou či jinou fiktivní říši apod.) V některých pohádkách vystupují pouze a výhradně nadpřirozené (nereálné) bytosti, velmi typické je to pro některé krátké animované filmy určené pro nejmenší děti. Mezi takovéto filmy lze zařadit i pohádky, kde hlavními postavami jsou výhradně zvířata, která povětšinou přejímají určité lidské vlastnosti (například inteligenci, rozum, řeč, emoce apod. - jistá stylizovaná forma antropocentrismu, kdy jsou lidské vlastnosti, schopnosti, znalosti či dovednosti přisuzovány či přenášeny na jiné než lidské postavy).
Tyto nadpřirozené bytosti, zvířata, rostliny, prostředí a předměty vždy nějak působí na hlavní postavy příběhu (lidé, zvířata, rostliny či jiné fiktivní entity). Buďto působí kladně (pomáhají jim) nebo záporně (nějak škodí či ubližují). Lidské bytosti, zvířata, rostliny i jednotlivé předměty pak pod vlivem různých nadpřirozených sil mohou nabývat přechodně či trvale různých nadpřirozených vlastností nebo schopností.
Filmová pohádka bývá zpravidla zakončena šťastně (filmový happyend), často se v ní vyskytuje běžná láska dvou mladých lidí.
Filmová pohádka, vzhledem k povaze žánru, může používat různé filmové triky. Může se jednat jak o film pocházející z oblasti klasické kinematografie určený primárně pro promítání v kinech, nebo může jít o film televizní. Filmové pohádky mohou být vytvořeny i ve formě televizního seriálu.
Filmová pohádka může být ztvárněna jakožto hraný film ztvárněný živými herci, jenž bývá obvykle koncipován jakožto celovečerní film.
Existuje ale řada pohádek zpracovaných ve formě animované (nejčastěji kreslené či loutkové filmy), ty pak mohou být zpracovány v různých délkách, od krátkých filmů až po celovečerní filmy. Některé pohádky mívají povahu rodinné komedie s humornými prvky (určené všem věkovým kategoriím), příkladem budiž snímek Dívka na koštěti nebo Šíleně smutná princezna.